# Gandu Wetan
Gandu Wetan is een bestuurslaag in het regentschap Temanggung van de provincie Midden-Java, Indonesië. Gandu Wetan telt 1641 inwoners (volkstelling 2010).